# سوق المقاصيص (مسرحية)
سوق المقاصيص، مسرحية كوميدية بحرينية من تأليف عقيل سرور ومن إخراج عبد الله ملك. جرى عرضها عام 1991م. شارك فيها عدد من الممثلين البحرينين منهم سعد البوعينين وإبراهيم بحر وأحمد عيسى.
- بطولة
  - سعد البوعينين
  - إبراهيم بحر
  - أحمد عيسى
  - طاهر محسن